# Línea 110 (Buenos Aires)

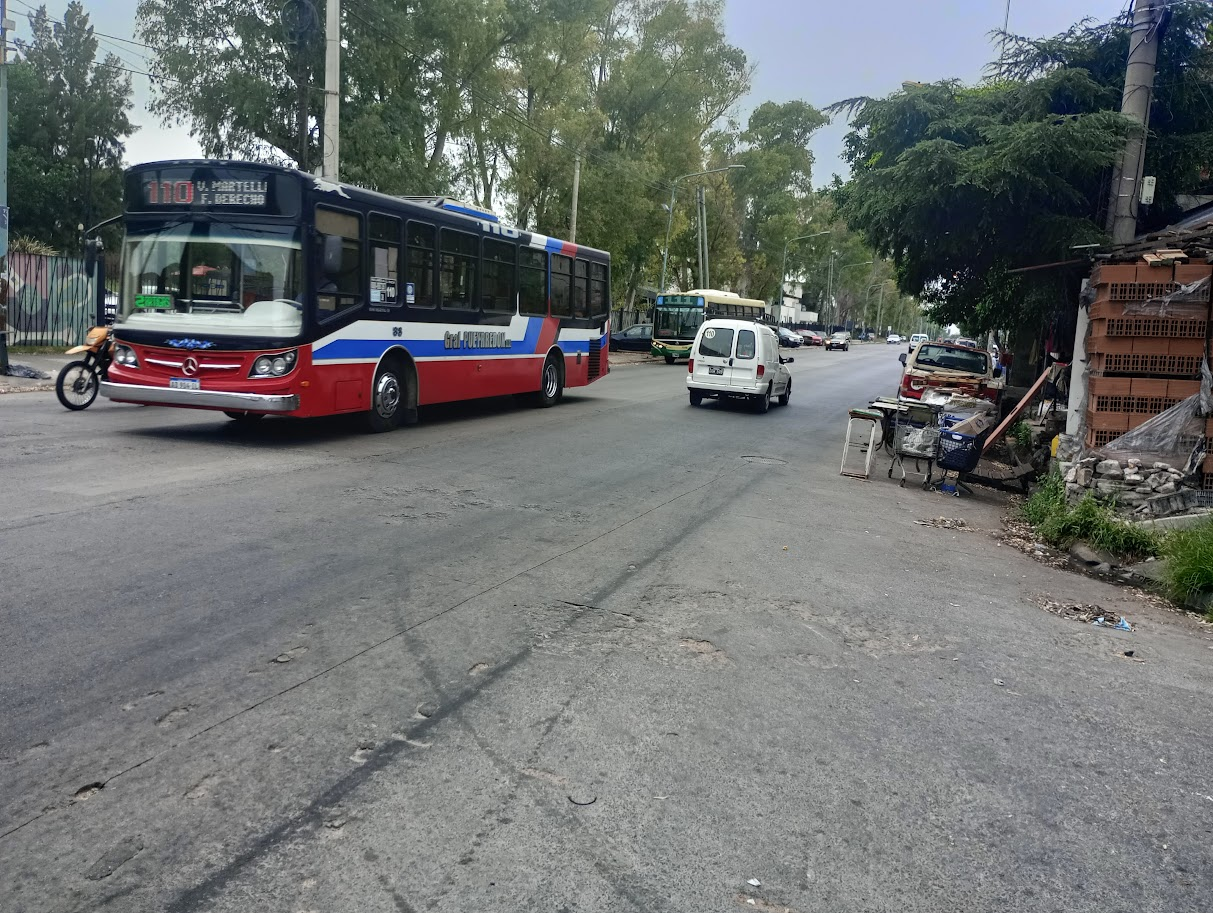
Interno 38 circulando por Avenida de los Constituyentes.

La Línea 110 es una línea de colectivos del Área metropolitana de Buenos Aires. Une el barrio de Recoleta con Villa Martelli en Vicente López, pasando por Palermo, Villa Crespo, Villa General Mitre, Villa Santa Rita, Villa del Parque, Agronomía, Villa Pueyrredón y Saavedra.El ramal 2 también rodea el partido de San Martin en la localidad de Villa Maipú.

## Historia
El 23 de agosto de 1944 inicia los servicios en Villa Pueyrredón, posteriormente fue prolongado su recorrido, y gestionó alargues del mismo llegando en la actualidad desde Facultad de Derecho hasta Villa Martelli.
En diciembre de 1995 la CONTA (Comisión Nacional de Transporte Automotor) distinguió a todas las líneas de transporte automotor nacionales con dos tipos de distinciones, al personal conductor y a la calidad del servicio, siendo la Línea 110 la empresa destacada en las dos distinciones.

## Recorrido[2]

### Ramal Villa Martelli - Facultad de Derecho (Nazca)
- Ida a Facultad de Derecho: Desde Zufriategui al 4800 por Zufriategui - Av. Mitre - cruce Av. General Paz - Av. Dr. Ricardo Balbín - Arias - Donado - Av. Dr. Ricardo Balbín - Lugones - Av. Crisólogo Larralde - Zado - Pirán - Av. de los Constituyentes - Av. Albarellos - Helguera - Curupayti - Av. Nazca - Gral. César Díaz - Gavilán - Av. Juan B. Justo - Av. San Martín - Dr. Nicolás Repetto - Coronel Apolinario Figueroa - Av. Raúl Scalabrini Ortiz - Güemes - Aráoz - Av. Gral. Las Heras - Av. Callao - Av. del Libertador - Av. Pte. Figueroa Alcorta estacionando entre Dr. Carlos Vaz Ferreyra y Francisco Romero.
- Regreso a Villa Martelli: Desde Av. Figueroa Alcorta y Pueyrredon por Figueroa Alcorta - Av. Pueyrredon - Av. del Libertador - Av. Alvear - Ayacucho - Av. Gral. Las Heras - Bulnes - Cerviño - Av. Raúl Scalabrini Ortiz - Juan Ramírez de Velasco - Malabia - Luis Viale - Av. San Martín - Espinosa - Av. Juan B. Justo - Boyacá - Alejandro Magariños Cervantes - Av. Nazca - Franco - Cuenca - Larsen - Av. Gral. Paz - Ezeiza - Argerich - Av. Albarellos - Av. de los Constituyentes - Núñez - Galván - Av. Ruiz Huidobro - Av. Dr. Ricardo Balbín - Machain - García del Río - Donado - Manzanares - Holmberg - Ramallo - Gral. Mariano Acha - Deheza - Av. Dr. Ricardo Balbín - Av. Mitre - Estados Unidos - México hasta el 4800 donde estaciona.

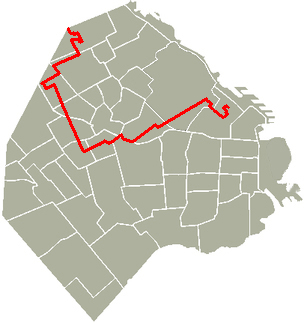
Recorrido en la Ciudad Autónoma de Buenos Aires.

### Ramal Villa Martelli - Facultad de Derecho por Av. Constituyentes (Artigas)
- Ida a Facultad de Derecho: Desde Zufriategui al 4800 - Laprida - Av. de los Constituyentes - cruce Av. General Paz - Av. de los Constituyentes - Av. Albarellos - Gral. José Gervasio Artigas - Av. Francisco Beiró - Av. Nazca - Gral. César Díaz - Gavilán - Av. Juan B. Justo - Av. San Martín - Dr. Nicolás Repetto - Coronel Apolinario Figueroa - Av. Raúl Scalabrini Ortiz - Güemes - Aráoz - Av. Gral. Las Heras - Av. Callao - Av. del Libertador - Av. Pte. Figueroa Alcorta estacionando entre Dr. Carlos Vaz Ferreyra y Francisco Romero.
- Regreso a Villa Martelli: Desde Av. Figueroa Alcorta y Pueyrredon por Figueroa Alcorta - Av. Pueyrredon - Av. del Libertador - Av. Alvear - Ayacucho - Av. Gral. Las Heras - Bulnes - Cerviño - Av. Raúl Scalabrini Ortiz - Juan Ramírez de Velasco - Malabia - Luis Viale - Av. San Martín - Espinosa - Av. Juan B. Justo - Boyacá - Alejandro Magariños Cervantes - Av. Nazca - Av. Francisco Beiró - Zamudio - Gabriela Mistral - Bolivia - Avenida General Mosconi - Gral. José Gervasio Artigas - Av. Albarellos - Av. de los Constituyentes - Cruce Av. General Paz - Av. de los Constituyentes - Laprida - French - México hasta el 4800.

## Lugares de interés[3]
- Recoleta Mall
- Hospital Alemán
- Hospital Fernández
- Hospital Rivadavia
- Hospital de Odontología
- Hospital Lagleyze
- Hospital Thompson
- Hospital Vecinal Villa Urquiza
- Facultad de Derecho de la UBA
- Sede Comuna 14 - Gobierno de la Ciudad de Buenos Aires
- Buenos Aires Design
- Del Parque Shopping
- Paseo Alcorta
- Dot Baires
- Estadio de Argentinos Juniors (Estadio Diego Armando Maradona)
- Estadio del Club Comunicaciones (Estadio Alfredo Ramos)
- Centro Cultural Recoleta
- Tecnópolis
- Instituto Ángel Roffo
- Sanatorio Agote

## Siniestros
- abril de 2013: Choferes baleado por delincuentes cuando llegaba a su trabajo.[4]
- abril de 2018: una unidad de la línea fue atacada a piedrazos en Villa General Mitre.[5]